# Triaenodes verberatus
Triaenodes verberatus là một loài Trichoptera trong họ Leptoceridae. Chúng phân bố ở miền Australasia.